# Sijsele
Sijsele is een dorp in de Belgische provincie West-Vlaanderen en een deelgemeente van de stad Damme. Het was een zelfstandige gemeente tot aan de gemeentelijke herindeling van 1977. Sijsele, gelegen net ten oosten van de Brugse agglomeratie, is met zijn 5.000 inwoners de grootste kern binnen de gemeente Damme. Vooral historische redenen liggen achter het gegeven dat de gemeente naar Damme en niet naar Sijsele vernoemd is.

## Etymologie
In 961 de eerste schriftelijke vermelding als Siedsela. Een sala was de hoeve van een Frankische erfpachtboer, mogelijk met eigennaam Siedsu, voorloper van de heren van Sijsele.

## Geschiedenis
Prehistorische bewoning werd voornamelijk aangetroffen op de hoge zandrug, zoals op het domein Ryckevelde. De Antwerpse Heirweg is het tracé van een Romeinse heerweg die over de zandrug richting Stekene en verder voerde. Mogelijk is deze heerweg aangelegd op het tracé van een nog oudere weg.

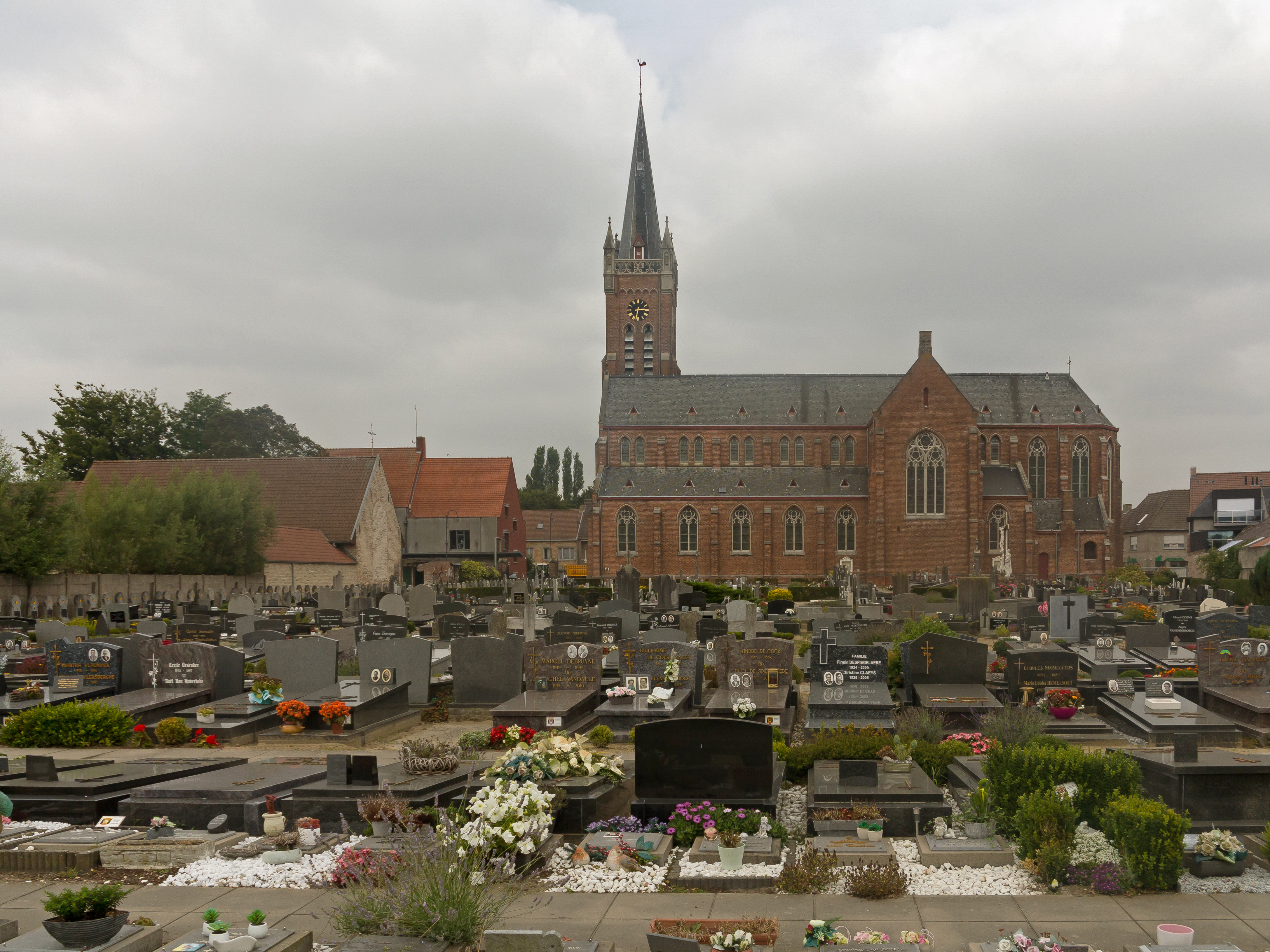
Sijsele, de Sint Martinuskerk

Vanaf de 6e eeuw vond ontginning van de omgeving van het latere Sijsele plaats. Deze evolueerde tot heerlijkheid. Een andere zeer oude heerlijkheid in de omgeving was Rostune. Op Rijckevelde bevond zich een Frankische begraafplaats.
De parochie van Sijsele werd mogelijk al vóór 800 gesticht en is daarmee, samen met die van Snellegem, een der oudste in de wijde omgeving. De twee parochies werden gescheiden door de Reie, waarlangs de stad Brugge zich later zou ontwikkelen.
De heerlijkheid Sijsele omvatte uiteindelijk een uitgestrekt domein dat de huidige (deel-)gemeenten Oedelem, Assebroek, Sijsele, Sint-Kruis, een deel van Koolkerke en een deel van Brugge omvatte. Dit werd de Pagus Flandrensis genoemd. In de 9e eeuw, onder Graaf Boudewijn I van Vlaanderen, werd dit een grafelijk bezit. Omstreeks 862 werden de parochierechten geschonken aan het -toen aan Sint-Maarten gewijde- Domkapittel te Utrecht. Vóór 875 was er reeds een bedehuis, aanvankelijk een slotkapel op het domein van de heer. Vanuit Sijsele werden tal van parochies gesticht, zoals de Onze-Lieve-Vrouweparochie te Brugge, in 875; in de 10e of 11e eeuw te Sint-Kruis; in 1184 te Oedelem en in 1350 te Viven.
Begin 11e eeuw werd een romaanse Sint-Martinuskerk gebouwd, en omstreeks dezelfde tijd verrees een waterburcht, het Hof van Sijsele, waar de heren van Sijsele zetelden.
Omstreeks 1240 werd voor het eerst de naam van een heer van Sijsele genoemd: Walter van Sisele. Omstreeks 1242 werd de Spermalieabdij van Slijpe naar Sijsele overgebracht.
De heren van Sijsele verkochten delen van hun bezittingen, maar met de opkomst van de stad Brugge werd, moesten zij, met name in 1275, een groot deel van hun bezit afstaan. Mede wellicht daarom kozen zij de kant van de Leliaarts. Daarom werd in 1302 hun kasteel verwoest en werd de heerlijkheid in 1302 verbeurd verklaard en bij Brugge gevoegd. In 1305 werd de heerlijkheid Sijsele heropgericht maar nu onder bestuur van de Burg te Brugge, ofwel een grafelijk domein. Het kasteel van Sijsele, nu een ruïne, werd niet meer herbouwd.
Het kasteel van Rostune werd in de 15e eeuw verkocht aan de heren van Gruuthuse. Dit werd omgebouwd in gotische stijl en door Lodewijk van Gruuthuse verkocht aan Arnoud van Bourgondië, die een bastaardneef was van Filips de Goede. In 1488 werd dit kasteel verwoest door de opstandige Bruggelingen tijdens de Vlaamse Opstand tegen Maximiliaan. Door Arnouds zoon Willem werd het hersteld en verfraaid, mede omdat Brugge een schadeloosstelling moest betalen.
In de 16e eeuw werd Sijsele door koning Filips II tot baronie verheven, en in 1558 werd deze verkocht aan Juan Lopez-Gallo, die ook reeds de heerlijkheid Male bezat. In 1679 werd de jurisdictie van Sijsele verkocht aan het Brugse Vrije, en de titel van baron van Sijsele ging over op de heer van Rostune. In 1746 kwamen Sijsele en Rostune in handen van de markiezen de Sucre.
In 1769 werd de weg van Brugge over Maldegem naar Gent aangelegd. Op het grondgebied van Sijsele betekende dit dat deze weg ten zuiden van de Antwerpse Heirweg kwam te liggen. In 1795 werd Sijsele een burgerlijke gemeente.
In de 19e eeuw groeide Sijsele aanzienlijk. Bovendien werd in 1863 de spoorlijn van Brugge naar Eeklo geopend. Naast het verkeer was het vooral de landbouw die het bestaansmiddel vormde, maar begin 20e eeuw verschenen er ook fabrieken, zoals voor papieren zakken en voor school- en kantoorbehoeften. Verder was er een bekende kwekerij Flandria en een varkensslachterij.
In 1951 werd een groot militair terrein aangelegd op de grond van de kwekerij en een deel van het domein Ryckevelde, het Kwartier Sergeant Baron Gillès de Pélichy, dat zich toelegt op de logistiek. In 2009 werd het domein opgeheven en vanaf 2017 werd de kazerne en omgeving herontwikkeld tot woonwijk.
De spoorlijn werd in 1960 opgebroken en werd sinds 1980 omgebouwd tot een fiets- en ruiterpad.

## Demografische ontwikkeling
- Bronnen:NIS, Opm:1831 tot en met 1970=volkstellingen; 1976 = inwoneraantal op 31 december

## Bezienswaardigheden
- De Sint-Maartenskerk, opgetrokken op het eind van de 19de eeuw
- Hoeve Rostune is een historische hoeve, waarschijnlijk opgetrokken in 1724 op de plaats van het neerhof "Hof ter Ostijne", een vroegmiddeleeuwse heerlijkheid
- Hotel 'Het Vredehof', van 2e helft 18e eeuw, aan Dorpsstraat 1.
- De kazerne (sinds 2009 niet meer in gebruik)
- Sijsele heeft twee windmolens, die echter niet meer actief zijn:
  - de Allekerkemolen, ook wel Alkerkmolen, Roelsmolen of Oudeakkermolen
  - de Dorpsmolen of Lievensmolen
- Ryckevelde, een domein met kasteel, waar o.a. het Europees en internationaal vormings- en informatiecentrum gevestigd was

Zie ook
- Lijst van onroerend erfgoed in Damme

## Natuur en landschap
Sijsele ligt in Zandig Vlaanderen op een hoogte van 6-14 meter. Een 800 meter brede dekzandrug die van west naar oost verloopt is een relict van een oude duinenrij van de vroegere kuststrook. Het gebied ten noorden van deze zandrug werd pas in de middeleeuwen ingepolderd en vormt de watering van Moerkerke-Zuid over de Lieve.
Ten zuiden van de oude duinenrij verloopt de Dorpsbeek in westelijke richting, en deze gaat via de Meersbeek over in het Sint-Trudoledeke dat te Assebroek uitmondt in het Kanaal Gent-Brugge.

## Cultuur
- De Cultuurfabriek, gebouwd in 2005, met als kern de gebouwen van de voormalige papierfabriek Vandenbon, met bibliotheek, theaterzaal, vergader- en tentoonstellingsruimten.

## Sport en recreatie
- Damme Golf & Country Club
- SVV Damme
- KSA Spermalie Sijsele
- Badmintonclub Damme (BC Damme)
- KT Rostune
- TTC Damme

## Politiek
Sijsele had een eigen gemeentebestuur en burgemeester tot de fusie van 1977. De laatste burgemeester was Daniël Coens, die daarna burgemeester van fusiegemeente Damme werd. Sinds 2014 is Joachim Coens burgemeester van Damme.

## Geboren
- Leo Bittremieux (1880-1946), missionaris, taalkundige, schrijver
- Ward Vervarcke (1897-1958), dichter, onderwijzer en cultureel organisator

## Nabijgelegen kernen
Sint-Kruis, Vivenkapelle, Oedelem, Donk